# Plasticità cerebrale
Per plasticità cerebrale , detta anche plasticità del sistema nervoso centrale, si intende la capacità dell'encefalo di modificare la propria struttura e le proprie funzionalità a seconda dell'attività dei propri neuroni, correlata ad esempio a stimoli ricevuti dall'ambiente esterno, in reazione a lesioni traumatiche o modificazioni patologiche e in relazione al processo di sviluppo dell'individuo. Questa capacità, che si esprime in gradi e modi diversi in tutto il sistema nervoso, si basa sulla cosiddetta plasticità sinaptica che è la capacità dei neuroni di modificare l'intensità delle connessioni sinaptiche. A essa, si aggiunge il fenomeno della neurogenesi, cioè della produzione di nuove cellule nervose anche da adulti in zone precise del cervello, dette "zone neurogeniche" (e.g., il giro dentato).

## Descrizione
Questa potenzialità nell'uomo e in altri animali si esprime, ad esempio, con un aumento delle dimensioni di alcune regioni del cervello in seguito al loro utilizzo ripetuto. Le cellule neuronali hanno maggiore attività e di conseguenza formano più sinapsi tra di loro in ambienti arricchiti, durante l'apprendimento e in caso di riorganizzazione cerebrale. La deprivazione sensoriale, i traumi e i danni cerebrali sono invece degli eventi negativi per il sistema nervoso centrale. 
La nozione di plasticità cerebrale ha avuto origine con la regola di Hebb (1949); questa teoria neuropsicologica sostiene che un aumento dell'efficacia sinaptica deriva dalla stimolazione ripetuta e persistente di una cellula presinaptica di una cellula postsinaptica. È un tentativo di spiegare la plasticità sinaptica, l'adattamento dei neuroni cerebrali durante il processo di apprendimento. È stata introdotta da Donald Hebb nel suo libro del 1949 “The Organization of Behavior”. La teoria è anche chiamata postulato di Hebb e teoria dell'assemblaggio cellulare. Secondo Hebb, la persistenza o la ripetizione di un'attività riverberante (o "traccia") tende a indurre cambiamenti cellulari duraturi che ne aumentano la stabilità.
Un tempo i neuroscienziati pensavano che la plasticità cerebrale si manifestasse solo durante l'infanzia; tuttavia, la ricerca ha dimostrato che questa capacità delle reti neurali nel cervello di cambiare attraverso la crescita e la riorganizzazione nelle dinamiche ecologiche continua per tutta la durata della vita. Inoltre, a partire dalla sequenza stimolo-risposta nei riflessi semplici, la capacità degli organismi di rilevare correttamente le alterazioni al loro interno e nel loro contesto dipende dall'architettura concreta del sistema nervoso, che si evolve in modo particolare già durante la gestazione. In questo periodo, un adeguato sviluppo del sistema nervoso ci forma come esseri umani con tutte le funzioni cognitive necessarie. Le proprietà fisico-chimiche del bio-sistema madre-feto influenzano la neuroplasticità del sistema nervoso embrionale nel loro contesto ecologico.
Tuttavia, fino ad una certa età i neuroni hanno maggiore capacità di apprendimento. Vi sono però dei periodi critici che distinguono la possibilità di acquisizione di una data abilità. Ad esempio vi è un tempo limite per la formazione delle colonne di dominanza oculare che ricevono informazioni dai due nervi ottici. La patologia dell'occhio pigro può di conseguenza essere risolta positivamente, apponendo una benda sull'occhio sano per esercitare l'altro, ma solo se si agisce in maniera tempestiva, prima che entrambe le colonne formino sinapsi con l'unico occhio sano.

## Tipi
I ricercatori descrivono spesso la plasticità cerebrale o la neuroplasticità come "la capacità di apportare cambiamenti adattivi correlati alla struttura e alla funzione del sistema nervoso". Di conseguenza, vengono spesso discussi due tipi di neuroplasticità: la neuroplasticità strutturale e la neuroplasticità funzionale.

### Neuroplasticità strutturale
La plasticità strutturale è spesso intesa come la capacità del cervello di modificare le sue connessioni neuronali. Nuovi neuroni vengono costantemente prodotti e integrati nel sistema nervoso centrale durante tutto il corso della vita sulla base di questo tipo di neuroplasticità. Oggigiorno i ricercatori utilizzano molteplici metodi di stimolare la plasticità strutturale (ad esempio, "Acoustic Photonic Intellectual Neurostimulation" (APIN) e la stimolazione magnetica transcranica); nonché usano "Risonanza Magnetica per Immagini" (RMI), "Tomografia Computerizzata" (TC), etc per studiare le alterazioni strutturali del cervello umano.

### Neuroplasticità funzionale
La plasticità funzionale si riferisce alla capacità del cervello di alterare e adattare le proprietà funzionali della rete di neuroni. Può verificarsi in quattro modi noti, vale a dire: adattamento dell'area omologa, espansione della mappa, riassegnazione tra modelli, mascheramento compensatorio.

## Applicazione
Per modulare la plasticità cerebrale vengono utilizzati cinque diverse tecniche non invasive di neurostimolazione, ovvero tecniche ingegneristiche volte a riparare o migliorare l'attività del sistema neurale: "Acoustic photonic intellectual neurostimulation" (APIN), "Light therapy" (LT), "Photobiomodulation" (PBM), il gruppo delle techniche elettriche e magnetiche transcraniche come "Transcranial electric current stimulation" (TECS) e "Transcranial magnetic field stimulation" (TMFS), e anche il gruppo delle tecniche acustiche come "Low-frequency sound stimulations" (LFSS), "Vibroacoustic therapy" (VAT) e "Rhythmic auditory stimulation" (RAS).

### Potenzialità della plasticità
Alcuni esperimenti hanno dimostrato le potenzialità di modificazione dell'encefalo. Nei pazienti a cui è stato amputato un braccio si nota la comparsa dell'arto fantasma: essendo la rappresentazione del braccio ancora presente sulla corteccia motoria ma mancando l'utilizzo dello stesso, l'area veniva riorganizzata e assumeva le funzioni di quella più vicina, nel particolare l'area rappresentante il volto. Avveniva quindi che il paziente in un primo momento provasse sensazioni di dolore al braccio mancante e che poi provasse maggiori sensazioni sul viso. Nel caso di un malfunzionamento ad esempio di una mano, si mettono in atto i meccanismi di vicariamento, per cui il paziente impara a riutilizzare una mano aiutandosi con l'altra. La corteccia motoria ha una grande capacità di riorganizzazione, durante un altro esperimento due dita di una scimmia sono state cucite assieme. Nel giro di un mese la rappresentazione della mano sulla corteccia motoria si era già modificata.

### Plasticità nell'apprendimento di una seconda lingua
Il linguaggio è la caratteristica peculiare della specie umana. La sua importanza nell'evoluzione del cervello ha determinato negli infanti una maggior capacità di interiorizzazione dei suoni ascoltati, misurabile in base alla frequenza di suzione.
Vi sono due diversi sottosistemi nell'apprendimento della lingua corrispondenti all'area grammaticale e all'area semantica. La prima determina un apprendimento implicito ed automatico ed è molto più sensibile nei primi anni di vita, mentre la seconda è più legata ad un apprendimento volontario, basato sulla frequenza di uso e l'utilizzo di regole esplicite. Se il bambino viene esposto nei primi anni a più di una lingua ed ha possibilità di utilizzarle tutte, potrà apprendere in modo implicito due e più idiomi, senza accento straniero. Questo perché esse verranno depositate nell'area grammaticale del cervello. Per consentire questo genere di sviluppo occorre creare un contesto in cui il bambino possa quotidianamente utilizzare solo la lingua straniera. Il cervello si adatta contestualmente alla situazione e apprende. Nei bambini che apprendono una seconda lingua più tardivamente invece, la semantica e la grammatica di questa andranno a depositarsi nell'area semantica del cervello.

### Esperimenti di sostituzione sensoriale
Il neuroscenziato Prof Paul Bach-y-Rita (noto come "il padre della sostituzione sensoriale") ha condotto esperimenti di sostituzione sensoriale, inventando una telecamera che permette ai ciechi di "vedere" tramite segnali inviati sulla lingua.